# Сура Кяф
Сура Кяф (араб. سورة ق‎) — п'ятдесята сура Корану. Мекканська, містить 45 аятів. Назва пов'язана з тим, що ця сура починається арабською літерою ق (див. мукката).